# Trichosomaptera gibbosa
Trichosomaptera gibbosa là loài duy nhất của chi Trichosomaptera trong họ Aradidae, bộ Hemiptera được các nhà khoa học Trung Quốc và Việt Nam phát hiện ra tại Lâm Đồng năm 2013, chấp nhận loài - chi mới và công bố trên tạp chí Zootaxa số 3768 (3): 395–400 26/2/2014.

## Mô tả
Mẫu vật đực có chiều dài 4,6 mm, rộng ngang bụng 2 mm; dài và rộng phần đầu là 1,1 và 0,8 mm; lưng ngắn, với dài 0,6, rộng 1,4 mm; Scutellum dài và rộng 0,5 và 0,6 mm; pygophore dài 0,4, rộng 0,7 mm.

## Phân bổ
Loài Trichosomaptera gibbosa hiện mới chỉ được phát hiện tại khu vực tỉnh Lâm Đồng thuộc Nam Trung Bộ Việt Nam.